# Otto Jahn
Pour les articles homonymes, voir Jahn.
Otto Jahn (né le 16 juin 1813 à Kiel ; † 9 septembre 1869 à Göttingen) est un philologue, archéologue et musicologue allemand. Il a enseigné la philologie et l’archéologie dans les universités de Leipzig et de Bonn.
Jahn est l'auteur d'éditions critiques historiques de plusieurs classiques grecs et latins. Épigraphiste éminent, il a collationné le Corpus Inscriptionum Latinarum (CIL) ; il a doté l'archéologie de méthodes nouvelles, inspirées de l'analyse critique qu'il a imposées par ses études, son enseignement et ses collections. Privat-docent à Kiel (1839–1842) et professeur surnuméraire à Greifswald (1842–1847), il attira vers lui, notamment lorsqu'il était professeur de Leipzig (1847–1850) et de Bonn (1855–1869), de nombreux disciples, et a exercé par là une influence durable sur l'histoire ancienne. Par ses biographies et ses éditions des compositions de Beethoven et Mozart, il a stimulé la musicologie encore balbutiante et a fourni les sources qui permettent aujourd'hui de connaître ces deux compositeurs. Jahn était d'ailleurs membre de la vénérable Bach Gesellschaft de Leipzig, et passait dans les cercles allemands pour un compositeur honnête.

## Biographie

### Jeunesse et études
Otto Jahn était le fils du juge de Kiel Jakob Jahn et par sa mère un neveu du juriste de Kiel Adolf Friedrich Trendelenburg (de). La maison familiale des Jahn était le foyer de la vie musicale de Kiel, et Otto Jahn avait le désir de devenir musicien. Mais son père l'envoya étudier en 1830 à la célèbre École régionale de Pforta et bientôt, sous l'influence de ses professeurs : Christian Friedrich Neue (en) (latin, 1798–1886), Karl August Koberstein (latin, 1797–1870) et surtout Adolph Gottlob Lange (de) (grec, 1778–1831), il renonça à sa vocation première et se consacra entièrement à l’étude des langues anciennes.
Un an plus tard (en 1831), il s'inscrivit à l’Université de sa ville natale Kiel, où il fut particulièrement intéressé par les cours de Gregor Wilhelm Nitzsch (de) et de Johannes Classen : Classen attira l'attention de son étudiant sur les satiristes romains, qui formeront le centre des recherches ultérieures de Jahn. Jahn passa l'année 1832-1833 auprès de Gottfried Hermann à Leipzig, et l'année suivante changeait pour Berlin. Jahn verra par la suite dans les professeurs berlinois August Böckh et Karl Lachmann ses véritables maîtres en philologie. Les archéologues Julius Ambrosch (de) et Eduard Gerhard initièrent Jahn à leur discipline. De retour à Kiel en 1835, Jahn soutint sa thèse, consacrée à Palamède, l'année suivante : il y analyse les variantes du mythe de Palamède par les sources textuelles et archéologiques.

### Voyages
Une fois diplômé Jahn put, grâce à une bourse du gouvernement danois, effectuer un voyage d'étude. À l'automne 1837 il voyagea à Paris, où il étudia les manuscrits des œuvres d’Horace et de Juvénal et où, sous la direction du baron Jean de Witte et de Désiré Raoul-Rochette, il se confronta aux recherches archéologiques françaises. Au mois d’octobre 1838 il poursuivit par Rome, où on lui proposait d'être le premier secrétaire de l’Institut Archéologique d’Emil Braun. Il apprit par ce dernier, l'existence d'un chantier de fouilles à Rome et publia lui-même plusieurs comptes rendus à ce sujet. Les indications de Braun sur les inscriptions latines permirent à Jahn de se procurer, avec l'appui financier de l’Académie royale des sciences de Prusse, la collection épigraphique d'Olaus Kellermann (de), disparu prématurément. Ces subsides s'accompagnaient naturellement d'un engagement à publier ces travaux dans un délai raisonnable ; mais Jahn profita d'abord du printemps 1839 pour compléter son tour de l'Italie par la Campanie et la Sicile. Lors du voyage de retour, il fit à Florence la connaissance de Karl Otfried Müller, et au cours de l'été 1839, repartit à Kiel.

### Enseignement académique

#### Kiel et Greifswald
Jahn donna ses premiers cours à l'hiver 1839-1840 en tant que privat-docent de l’Université de Kiel. Il eut parmi ses premiers étudiants Theodor Mommsen, presque du même âge que lui, avec lequel il garda toujours des liens, ce dont témoigne leur intense commerce épistolaire. Appelé à l’Université de Greifswald en 1842, Jahn y obtint finalement en 1845 la chaire de Philologie et d’Archéologie, non sans avoir dû décliner un poste à l'Académie impériale des sciences de Saint-Pétersbourg. Cette même, année, il entreprit la compilation du Corpus Inscriptionum Latinarum, dont il avait auparavant entretenu, mais en vain, le ministre prussien de la Justice, Friedrich Carl von Savigny, par suite de l’opposition du conseiller et académicien August Böckh.

#### Leipzig: gloire et disgrâce

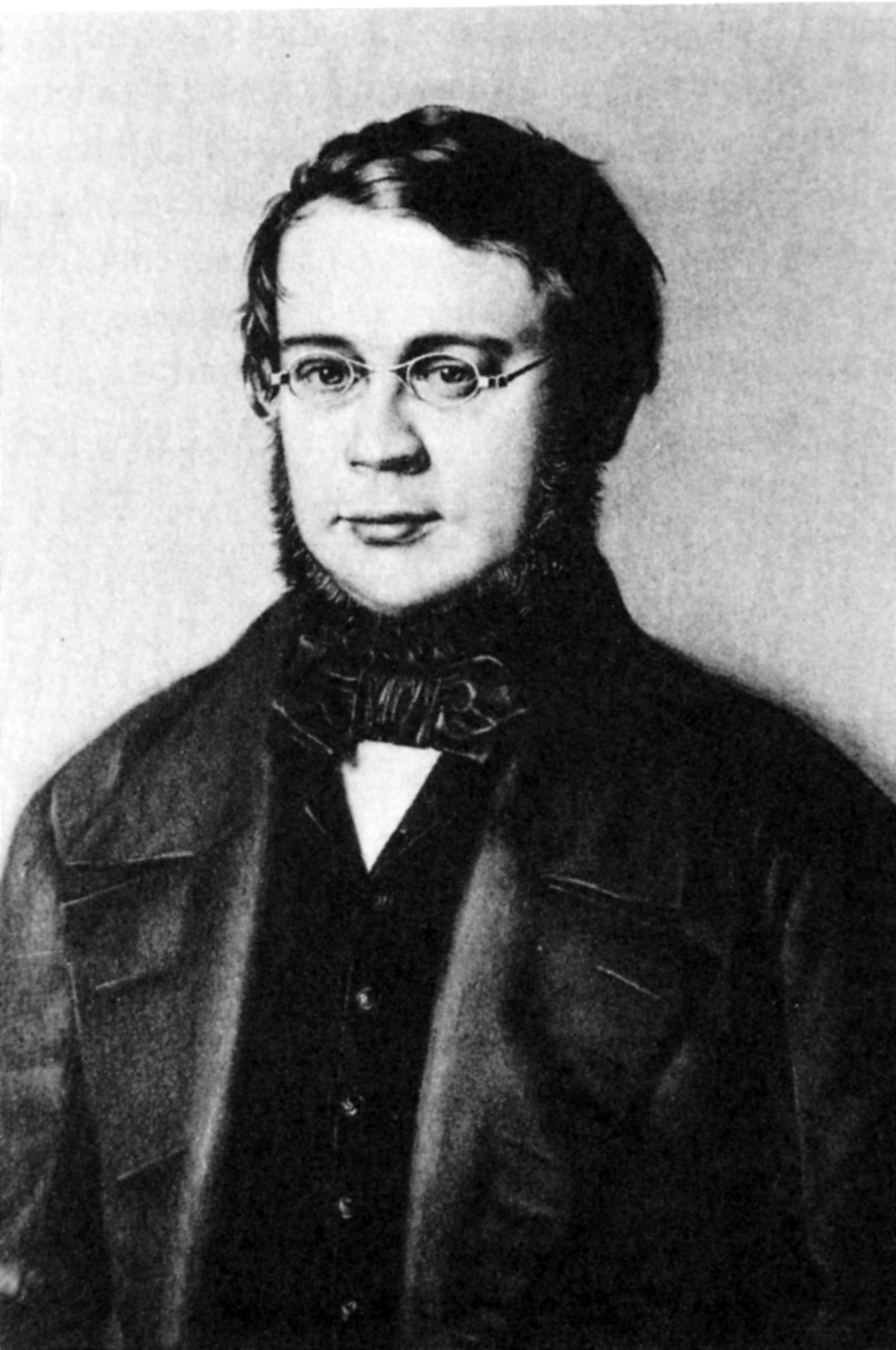
Otto Jahn à l'université de Leipzig (1847).

Malgré cet échec, Jahn fut appelé en 1847 à Leipzig, pour reprendre la chaire d’archéologie du défunt Wilhelm Adolf Becker (de). Il y retrouvait son ex-professeur Gottfried Hermann ainsi que Moriz Haupt. En marge de ses leçons d'archéologie et de littérature latine, il publia ses commentaires du Brutus (1849) et de l’Orator ad Brutum (1851) de Cicéron, les œuvres mineures de Perse et de Florus ainsi qu’une édition intégrale de Juvénal, à laquelle étaient annexées des Scholia vetera (1851). Lors d'une conférence donnée en 1848 devant la Société des Sciences de Leipzig, Jahn développa sa conception de l’archéologie et les principales tâches dont cette science devait s’acquitter. Il s'opposa frontalement à l'idée Eduard Gerhard d’une archéologie réduite à une philologie des vestiges, et mit en évidence la portée de cette discipline en tant que science de l'art.

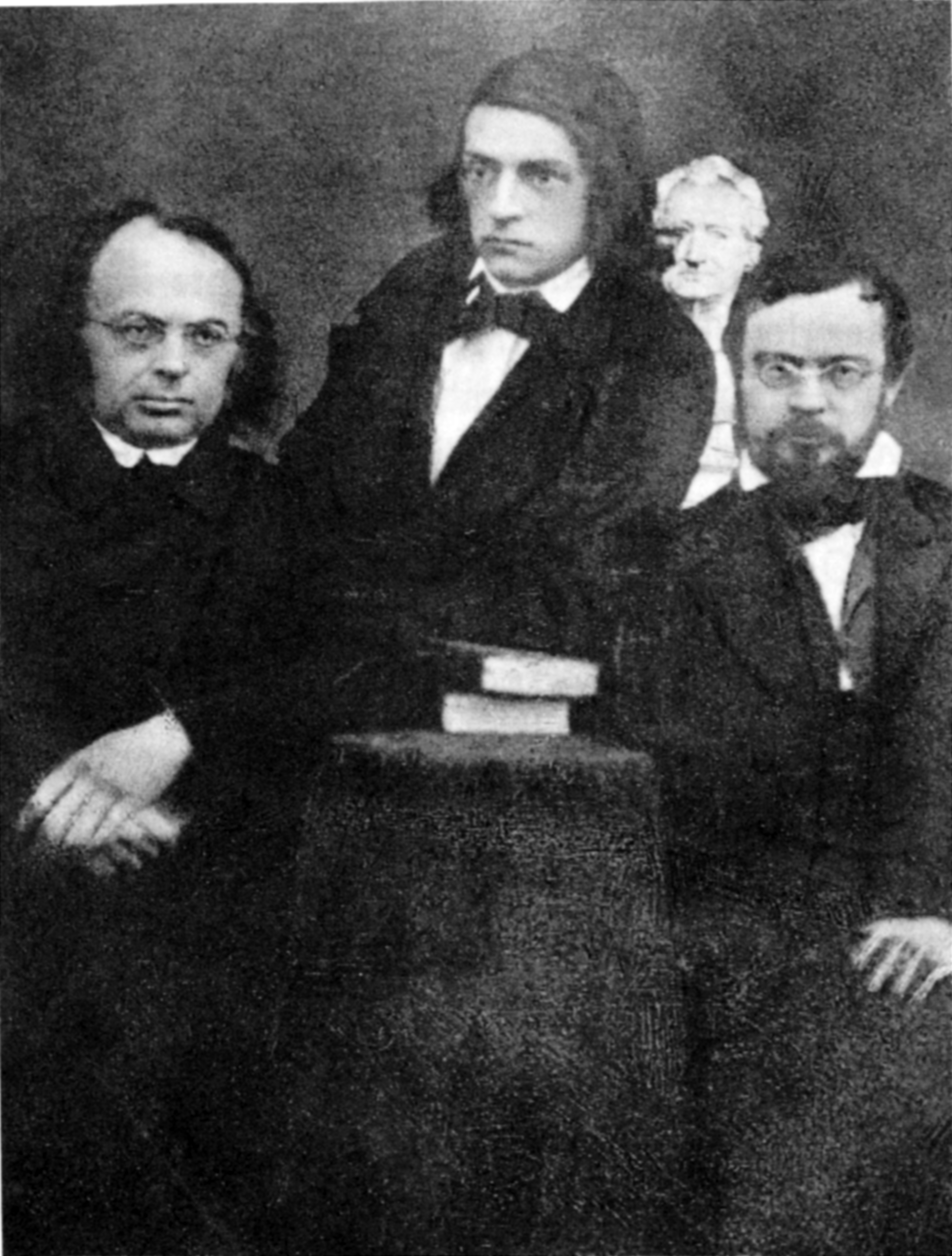
Moriz Haupt, Theodor Mommsen et Otto Jahn avec à l'arrière-plan un buste de Goethe (Leipzig, 1848).

Au cours de la Révolution de 1848, Jahn prit parti pour le recrutement à Leipzig de son ex-disciple Mommsen. Avec Moriz Haupt, Gustav Freytag, Otto Wigand (de), Salomon Hirzel et d’autres professeurs, ils formaient un cercle d'amis engagés au sein de la Deutscher Verein de tendance libérale, et qui prit une part active dans l'agitation politique de cette année 1848. Haupt, Jahn et Mommsen manifestèrent à Leipzig pour le maintien du Parlement de Francfort et rédigèrent une résolution appelant à la proclamation d'une constitution en Saxe ; mais la dissolution du Parlement de Francfort en 1849 sonna le glas de leurs espoirs, et les trois académiciens durent comparaître devant la Haute Cour. Malgré leur acquittement, ils furent mis à pied en 1850, à l'exception cependant de Jahn lui-même que l'université tenait à conserver dans ses rangs.
Par solidarité envers ses amis, Jahn déclina l'offre. Sa carrière académique était déjà brisée, hormis le poste de secrétaire de la Société des Sciences de Leipzig. Mommsen retrouve un recrutement en 1852 à Zürich, et Haupt en 1853 à Berlin. À Leipzig Jahn se consacra à des travaux musicologiques et à l'édition  des œuvres du jeune Goethe. Ses critiques sur la musique de l'avenir selon Richard Wagner le ramenaient cependant d'une certaine manière à la Philologie, puisqu'en 1872 Friedrich Nietzsche les prit à partie dans sa thèse, La Naissance de la tragédie. En marge de ces travaux, il prit le temps de traverser l'Allemagne pour vérifier son édition sur les autographes de Mozart et Beethoven, de Vienne et Salzbourg à Francfort-sur-le-Main (1852-53). Mais ce travail fut interrompu par une commande du roi Louis Ier de Bavière, qui proposa à Jahn de dresser le catalogue de sa collection de céramiques antiques de Munich. Une fois ce travail terminé (il avait occupé l'ex-professeur de 1853 à 1854), Jahn publia l’« Introduction à la céramique antique » (Einleitung in die Vasenkunde, Leipzig, 1854). Quoique cet ouvrage ne traite que des pièces de la collection munichoise, la fidélité au dessin des céramiques en fit pour des décennies le véritable manuel de l'art céramique grec.

#### À Bonn: la «Querelle des Philologues»

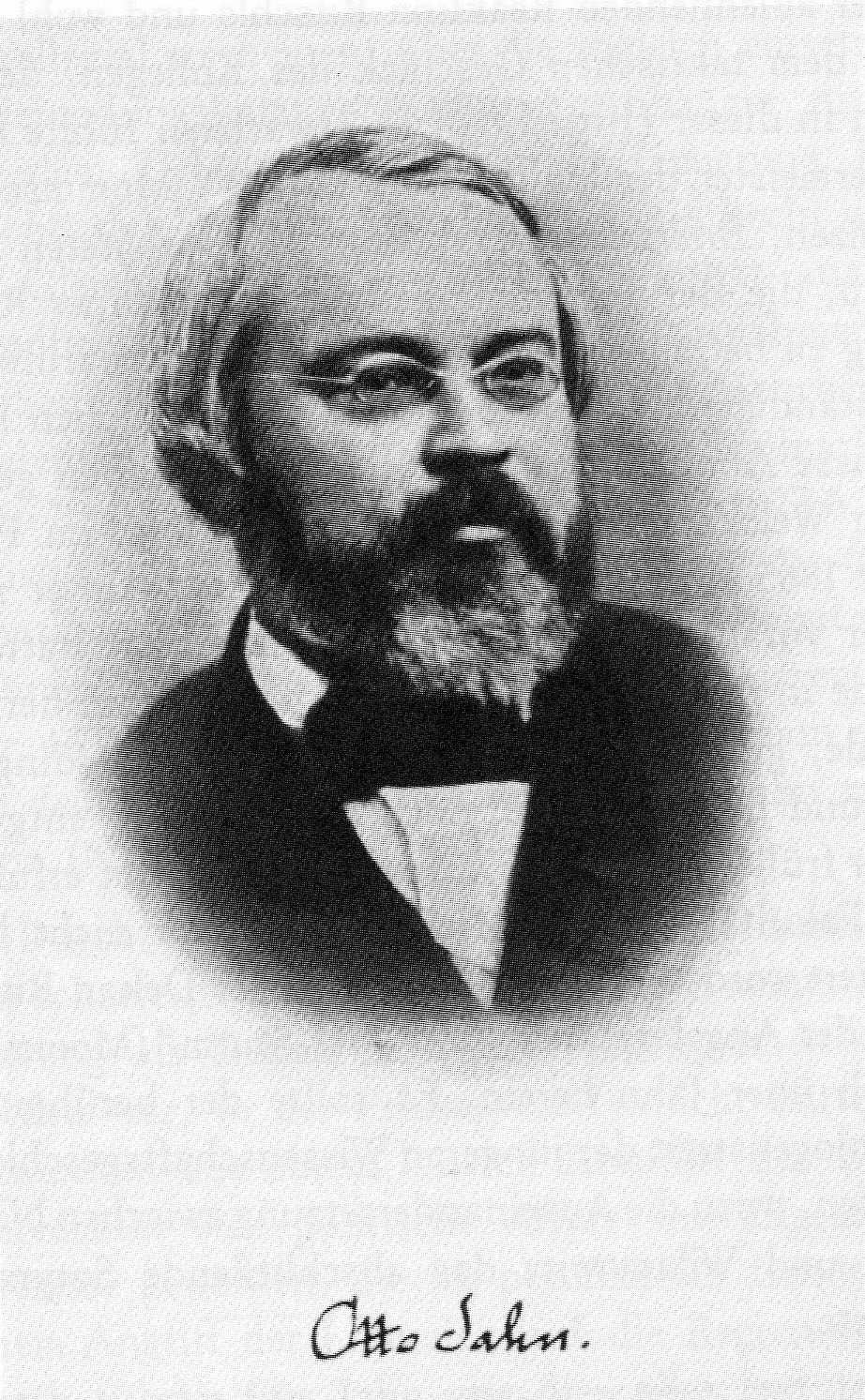
Otto Jahn à Bonn (vers 1860)

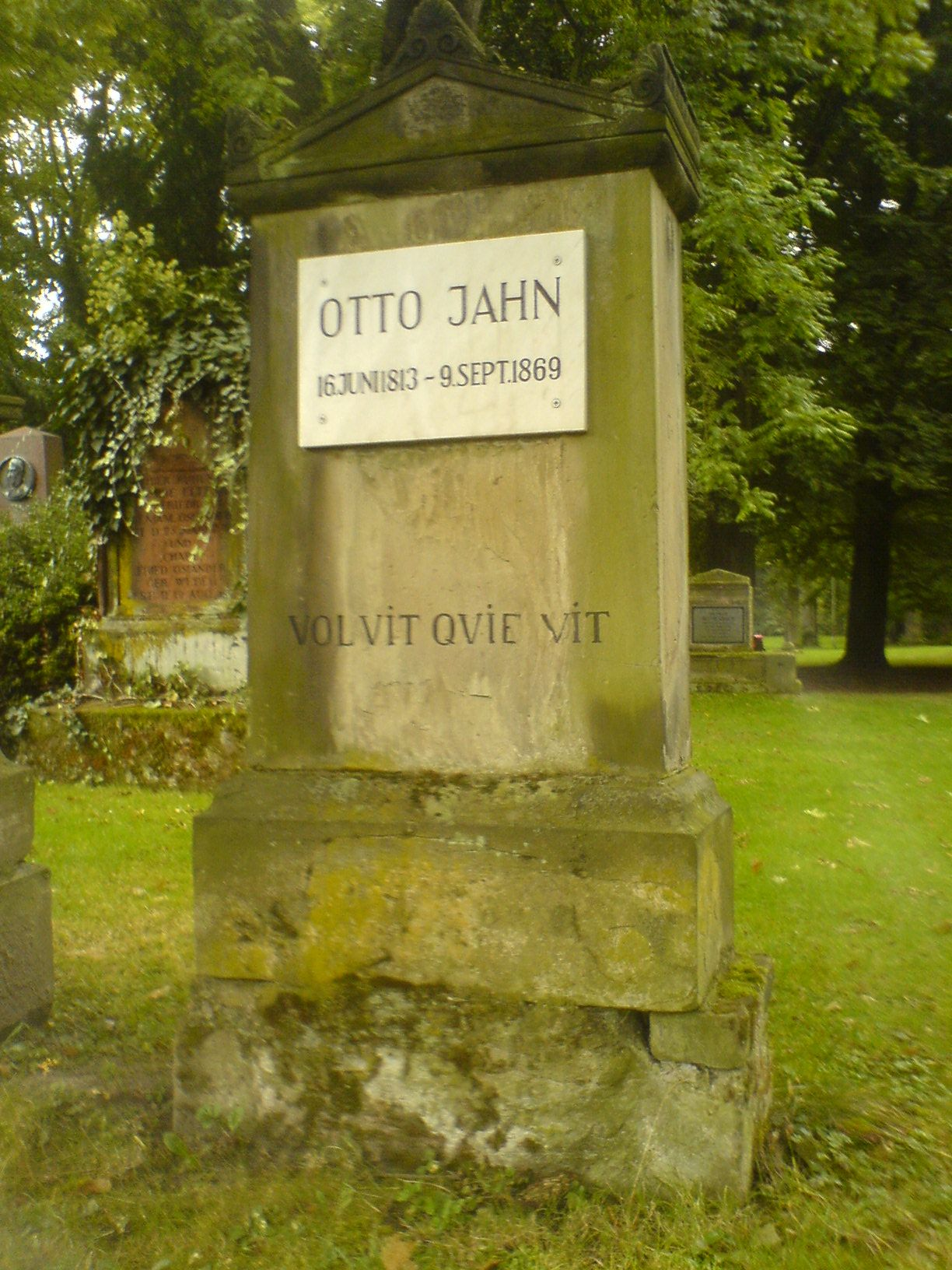
Le tombeau d'Otto Jahn au cimetière Albanikirchhof de Göttingen

Enfin vers 1854, le professeur Ritschl de Bonn prit sur lui de démarcher le ministre des Cultes, Karl Otto von Raumer, afin qu'Otto Jahn soit recruté à Bonn pour seconder le Pr. Welcker, âgé de 70 ans : Jahn put ainsi reprendre l'enseignement, cette fois à l’Université de Bonn, au cours de l'été 1855. Ses relations avec Welcker, qui n'attendait aucun secondant, furent de plus en plus tendues. Jahn, cherchant à se concilier les faveurs de Welcker, prit ses distances avec Ritschl ; malgré cette froideur, Jahn et Ritschl s'accordaient sur l'enseignement à donner et s'opposaient à un historicisme davantage tourné vers la critique textuelle et la grammaire que vers le contenu des œuvres.
Otto Jahn, qui ne dédaignait pas le commerce des étudiants, était un professeur apprécié à Bonn. En 1857 il fut élu doyen de la Faculté de Philosophie, puis en 1858 recteur de l'université (avec la leçon inaugurale : Die Bedeutung und Stellung der Altertumsstudien in Deutschland). C'est également au cours de ces premières années en Rhénanie que Jahn acheva sa biographie de W.-A. Mozart (Leipzig, 1856–1859). En 1855 et 1856, il donna également quelques articles au journal de Ritschl, le Rheinisches Museum für Philologie.
Mais la crise s'aggravait année après année entre Jahn et Ritschl, et pour la raison suivante : les carences de l'enseignement du grec ancien à Bonn (car les professeurs de philologie y étaient très majoritairement des latinistes) avait poussé Jahn à démarcher son ami Hermann Sauppe de Göttingen. Devant la désapprobation de Ritschl, Jahn sollicita secrètement le Ministère à Berlin. Au printemps 1865, Jahn déclara à Vienne qu'il conserverait son poste à Bonn si Sauppe était recruté, et le Ministère dut s'incliner ; mais malgré les assurances qu'il avait données l'année précédente, Sauppe refusa cette nomination, et c'est ainsi que Ritschl découvrit la manœuvre.
L'indélicatesse de Jahn et la campagne de diffamation lancée ensuite par Ritschl finirent par diviser le séminaire de Philologie de Bonn en deux camps : les enseignants prenaient le parti de leur ex-doyen Ritschl, tandis que les associations étudiantes étaient presque sans exception pour Jahn. L'affaire culmina avec le blâme que le Ministère adressa au doyen Ritschl, et qui fut publié dans la Presse. Cet acte d'autorité poussa les Libéraux à dénoncer la politique de Bismarck au Landtag de Prusse. La situation était paradoxale : Jahn le libéral passait à présent pour un protégé des Réactionnaires, alors que les Libéraux prenaient fait et cause pour son rival Ritschl. Toujours est-il qu'au mois de mai 1865, Ritschl donna sa démission au gouvernement prussien.
Bien que ses dernières années à Bonn aient été assombries par cette affaire, Jahn avait réussi à faire renaître l'éclat de la philologie à Bonn. Ce fut Hermann Usener qui prit la succession de Ritschl à l'université en 1866, et simultanément Jacob Bernays revenait de Breslau. Les premiers symptômes de la pneumonie incitèrent Otto Jahn à achever au plus vite les écrits qu'il avait en cours. C'est pourquoi il déclina sans regret l’offre de l'université de Berlin de succéder à Eduard Gerhard, et même celle d'aller en convalescence en Italie. Il mourut à Göttingen lors d'une visite chez sa sœur, femme du gynécologue J.-H. Schwartz (de), et fut inhumé dans le cimetière Albani de Göttingen.

## Postérité
Il est délicat de se prononcer sur la valeur des recherches d'Otto Jahn en histoire ancienne, car ses publications se dispersent en une multitude de sujets. Il reste que le principe fondamental de ses écrits est l'association étroite de la philologie et de l'archéologie pour l'interprétation des textes et la compréhension du monde antique : par là, il a jeté un pont entre les camps traditionnellement opposés de la philologie verbale, qui ne s'attache qu’à l’histoire de la langue écrite et à la critique textuelle, et la philologie des choses.
Jahn milita pour faire de l’archéologie une discipline universitaire autonome, ce qui l'opposait à l'archéologue berlinois Gerhard, pour qui l'archéologie n'est qu'une „Philologie monumentale“. Ses principes et don autorité se reflètent dans le fait que dans les pays germanophones, les étudiants en archéologie étaient, jusqu'en 1945, toujours tenus d'étudier le grec et le latin.

### Travaux de recherche
Dans le domaine de la philologie, les écrits de Jahn relatifs à la satire latine forment, comme l'indique U. Knoche, le socle des recherches menées depuis. Outre ses contributions à la revue Hermes, il faut surtout signaler la valeur de son commentaire de Perse (1843) et de l'édition critique de ses poésies (1851), qui est la référence pour toutes les interprétations avancées depuis sur ce poète, et son édition critique de Juvénal (1851), qui demeure une référence classique. La philologie allemande lui doit aussi l'édition des Lettres de Goethe à ses amis de Leipzig (1849, augm. en 1854) ainsi que des anecdotes sur Goethe à Strasbourg et Wetzlar (parus dans l’Allgemeine. Monatsschrift für Wissenschaft und Literatur, 1854).
Son intérêt pour la vie quotidienne dans le monde romain antique lui venait de l'iconographie et de l'histoire des religions. Jahn fut aussi le premier philologue de renom à s'intéresser aux récits de fiction en prose de l’antiquité.
Deux des grandes entreprises épigraphiques de Jahn ont marqué leur époque : tout d'abord le Corpus Inscriptionum Latinarum ; ensuite Les bas-reliefs des sarcophages anciens. Même si Mommsen a préféré à sa classification thématique des graffitis (1845) une classification géographique, son travail de compilation, de déchiffrement et d'interprétation constitue une étape cruciale. L'idée d'un corpus des bas-reliefs de sarcophages est de Jahn, et il avait commencé à inventorier ses sources ; mais les premiers volumes ne paraissent que des années après sa mort, préparés par son disciple Carl Robert.
La biographie de Jahn sur W. A. Mozart (1856–1859) fut également un nouveau point de départ pour la musicologie : l'universitaire y recense pour la première fois les sources écrites sur la vie du compositeur et les analyse avec la rigueur du philologue. Quoiqu'elle ne soit pas exempte de préjugés, cette œuvre a fait autorité avant d'être dépassée par la biographie donnée par Hermann Abert (5e éd., 1919-21).
Jahn projetait aussi une biographie de Beethoven, et put même interroger les amis et contemporains du génial compositeur, parmi lesquels Carl Czerny et Franz Grillparzer, lors d'un séjour à Vienne en 1852. Lors de son voyage de retour, passant par Francfort, il put aussi faire relire ses remarques sur Beethoven par un ancien secrétaire, Anton Schindler. Il recopia en outre d'innombrables lettres de Beethoven. Lorsque Jahn renonça à ce projet, il n'en remit pas moins ses sources à Alexander Wheelock Thayer. Les précieuses notices de Jahn sur Beethoven (2 planches) sont aujourd'hui conservées au département Musique de la Bibliothèque d'État de Berlin.

### Les disciples
Outre ses publications, Jahn a durablement inspiré les études philologiques principalement par sa forte personnalité et la passion qu'il a su communiquer à ses étudiants. Ses disciples les plus illustres, Theodor Mommsen (Greifswald, 1839–1842) et Ulrich von Wilamowitz-Moellendorff (Bonn, 1867–1869), furent les chefs de file et les organisateurs de la recherche de leur époque. Ce dernier imposa ses idées et sa manière à une multitude d'hellénistes qui n'avaient découvert la philologie que par le prisme de Wilamowitz.
Il est l'oncle de l'archéologue Adolf Michaelis.
Friedrich Nietzsche et Erwin Rohde prirent leurs distances avec Jahn, surtout lorsqu'ils eurent fait la connaissance de Richard Wagner, dont Jahn avait dédaigné la musique.

## Œuvres
- Archéologie :
  - Palamedes (1836)
  - Telephos und Troilos (1841)
  - Die Gemälde des Polygnot (1841)
  - Pentheus und die Mänaden (1841)
  - Paris und Oinone (1844)
  - Die hellenische Kunst (1846)

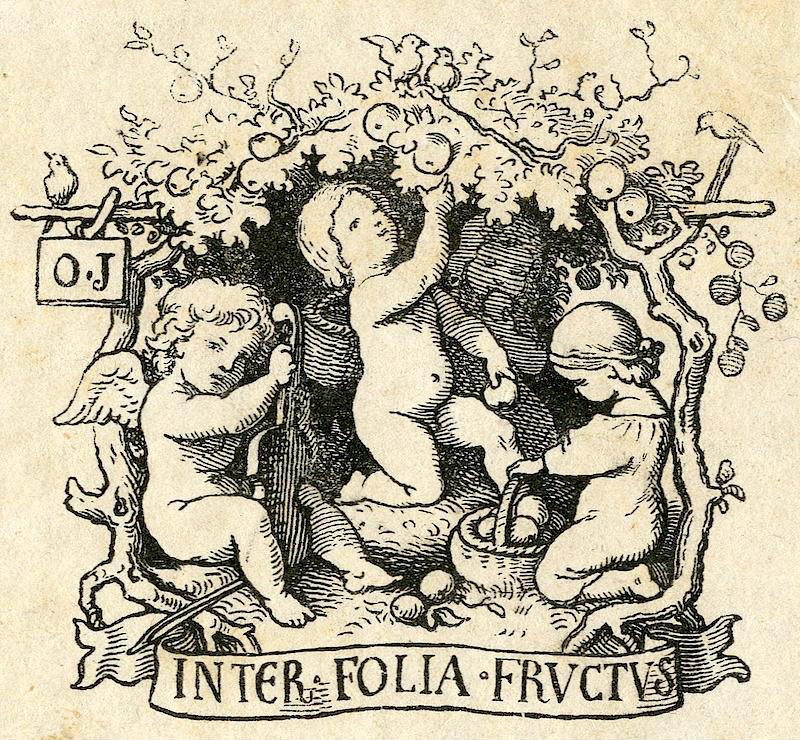
Ex-libris d'Otto Jahn

  - Péitho, die Göttin der Überredung (1847)
  - Über einige Darstellungen des Paris-Urteils (1849)
  - Die Ficoronische Cista (1852)
  - Pausaniæ descriptio arcis Athenarum (3e éd., 1901)
  - Darstellungen griechischer Dichter auf Vasenbildern (1861)
- Philologie:
  - Éditions critiques de Juvénal, Persius et de la satire à Sulpicia la Jeune  (3e édition de Franz Bücheler, 1893)
  - Censorinus (1845)
  - Florus (1852)
  - Brutus (4e éd. 1877) et Orator (3e éd. 1869) de Cicéron
  - les Periochæ de Tite-Live (1853)
  - Psyche et Cupido d’Apulée (3e éd. 1884; 5e éd. 1905)
  - Pseudo-Longin (1867; réédition de Johannes Vahlen (de), 1905)
- Biographies et esthétique :
  - Über Mendelssohns Paulus (1842)
  - Biographie de Mozart, classique de l'histoire de la musique (3e éd. de H. Deiters, 1889–1891), disponible en édition numérique : W.A. Mozart, Kleine digitale Bibliothek, vol. 40 de Directmedia Publishing (de) Berlin 2007,  (ISBN 978-3-89853-340-9)
  - Ludwig Uhland (1863)
  - Gesammelte Aufsatze über Musik (1866)
  - Biographische Aufsätze (1866).

Ses Griechische Bilderchroniken ont été publiées posthume par son neveu Adolf Michaelis.